# 小霜天蛾
小霜天蛾（学名： Psilogramma wannanensis）是鱗翅目天蛾科的一种，成虫体长30～34毫米，翅长30～35毫米。胸部背板两侧及后缘分别具有黑色纵条及黑斑一对，组成一个明显的“U”字形图案。足灰色。前翅灰白色；后翅暗褐色。腹部背线为棕黑色，其两侧有较宽的棕色纵纹。本种与霜天蛾（Psilogramma menephron）近似，但体型较小，胸部无背线。主要分布于中国安徽省和北京市等地。本种是由安徽农学院植保系的孟绪武在整理皖南标本中发现的新物种。